# 瀬戸内町立薩川中学校
瀬戸内町立薩川中学校（せとうちちょうりつ さつかわちゅうがっこう）は、鹿児島県大島郡瀬戸内町にある町立中学校。

## 校区
薩川　芝　実久　瀬武　木慈　阿多地

## 卒業後の進路
- 卒業後は、町内の古仁屋高校や、奄美大島の高校などに進学する。